# 秋審文類
「秋審文類」是由清朝法律專家私人編撰或是經過刑部頒定而成，透過私家傳抄作為傳播途徑，進而提供秋審官員審理死刑監候案件的參考書籍。「秋審文類」的功能有作為撰擬題稿、略節等司法文件的格式範本，也可為秋審決獄參照援引之用，因此在每年的秋審過程中發揮了重要的作用，具體而言，「秋審文類」可以分為秋審略節、秋審條款以及秋審成案等類別。
清代政府設有「秋審」制度專門覆審死刑監候類案件；但是最初參與秋審的官員並無格式或律例可以參考依循，因此乃在乾隆十九年（1754年）「始令十七司摘敘案情，後曰『秋審略節』」。，「秋審略節」類的法律書籍產生，使得秋審文牘的公文格式得以有所規範。
其次，刑部各司在秋審過程中對死刑監候案件的定擬實緩「每不畫一」，以致於到了秋審處要不斷改擬修正，於是乾隆三十二年（1767年）之前，刑部又刊刻「秋審條款」類的法律書籍，以讓刑部各司畫一遵行。乾隆三十二年（1767年）時，又因江蘇按察使的條奏之故，正式頒佈秋審條款四十二條，「通行各省問刑衙門遵守」，其後「秋審條款」的規模、分類方式日漸增益完備，使得清代秋審有了法律依據。
最後，秋審制度注重參考和援引以往的成案，因此嘉慶年間開始有相關書籍的編輯，其中如王有孚的《秋審指掌》附有歷年的秋審成案，頗有實用價值。大約在同治年間以後私家編撰「秋審成案」類的法律書籍蔚為流行，然而直至清末時，才開始有刑部頒佈的官方版本「秋審成案」。
| 編號 | 書名                             | 作者                                      | 推薦版本 | 書籍解題 |
| ---- | -------------------------------- | ----------------------------------------- | --- | --- |
| 1    | 《秋讞志略》（又名《秋讞志稿》） | 阮葵生(1727-1789)                         | 鈔本，輯於清人陳溥編輯之《刑部案牘匯錄七種》第一至二冊。                                                                   | 本書又名《秋讞志稿》，全書共選輯秋審諸案一百餘起，其中職官、服制門下二十四條；人命七十一條；姦搶竊案六十七條、雜項三十四條 ，但本書並沒有如《清史稿》所云：「比附歷年成案」。 |
| 2    | 《秋審指掌》                     | 王有孚輯                                  | 嘉慶十年(1805)刻本，收於《不礙軒讀律六種》第二冊第三、四卷。                                                               | 本書載有條款規模較乾隆三十二年、四十九年所頒秋審比對條款更為完備，並且附有若干歷年秋審成案；更根據《大清律例》、《大清會典》等書敘述辦理秋審之章程，甚至將擬實、擬緩、可矜等諸多類標舉出來，因此該書很受時人重視。 |
| 3    | 《敘雪堂集》                     | 沈衣德                                    | 嘉慶十七年(1812)鈔本。 | 八冊。該書版心及序題秋審匯案，目錄分元、亨、利、貞四集。 |
| 4    | 《秋審實緩》                     | 佚名撰，黃奭校對                          | 道光年間(1821-1850)知足齋叢書刊本，收於《歷代珍稀司法文獻》第九冊，社會科學文獻出版社。                                    | 五卷。本書分為職官服圖類22條、人命類64條、奸盜搶竊類65條、雜項43條以及矜緩11條等五門，共計條款總數205條。 |
| 5    | 《秋審章程》                     | 佚名撰，黃奭校對                          | 道光年間(1821-1850)刊本，收於《歷代珍稀司法文獻》第九冊，社會科學文獻出版社，原本典藏於中國國家圖書館。                    | 孫家紅認為本書從所載內容、體例判斷，應該就是《秋審條例》。 |
| 6    | 《秋審實緩比較條款》             | 佚名                                      | 道光年間(1821-1850)刊本，收於《歷代珍稀司法文獻》第九冊，社會科學文獻出版社。                                              | 不詳。 |
| 7    | 《各省秋審緩決情實》             | 佚名                                      | 道光年間(1821-1850)刊本，典藏於京都大學人文科學研究所。                                                                    | 不分卷，道光中招冊。 |
| 8    | 《近年秋審比較匯案》             | 佚名                                      | 道光至咸豐(1820-1861)鈔本典藏本於廣州中山大學圖書館。                                                                      | 十六卷。 |
| 9    | 《秋審成案》                     | 佚名                                      | 嘉慶十九年（1800）、二十一至二十三年（1802-1804）、道光八至九年（1828-1829）之鈔本，典藏於東京大學東洋文化研究所大木文庫。 | 不分卷，二帙十六冊。 |
| 10   | 《近年秋審彙案》                 | 佚名                                      | 1839以後(道光十九年以後)鈔本，典藏於東京大學東洋文化研究所大木文庫。                                                       | 八卷，二帙八冊。內容為乾隆四十五年(1780)至道光十九年(1839)之案件。 |
| 11   | 《秋審實緩比較彙案》             | 佚名                                      | 嘉慶至道光年間鈔本，典藏於東京大學東洋文化研究所大木文庫。                                                                 | 不分卷，一帙八冊。 |
| 12   | 《秋審直省附錄》                 | 佚名撰，黃奭校對                          | 同治年間(1862-1874)刊本，收於《歷代珍稀司法文獻》第九冊，社會科學文獻出版社。                                              | 不詳。 |
| 13   | 《各省秋審緩決情實》             | 佚名                                      | 同治年間(1862-1874)刊本，典藏於京都大學人文科學研究所。                                                                    | 不分卷，同治中招冊。 |
| 14   | 《爽鳩要錄》                     | 蔣超伯(1817-1871)輯                       | 民國五十四年臺北臺灣商務印書館據上海商務印書館刊本重印。                                                                   | 一冊二卷。本書仿五代和凝之《疑獄集》及宋鄭克之《折獄龜鑑》二書，蔣超伯蒐集任官刑部之「前賢舊聞」，仿清代秋審實緩條款而編纂，共計有198條，前181條是情實與緩決比較條款，後17條是緩決與可矜比較條款。 |
| 15   | 《秋審分類批辭》                 | 薛允升                                    | 同治七、八年(1868-1879)稿本。                                                                                              | 孫家紅指出本書為薛允升手訂，記載同治七、八年間秋審（包括朝審）成案。抄本，原為二冊，今僅存一冊。 |
| 16   | 《秋審實緩比較成案》             | 英祥（1823-？，字豪卿）、林恩綬編         | 同治十二年(1873)四川臬署刻本，典藏於東京大學東洋文化研究所大木文庫日本法政大學、日本法務圖書館、多摩大學圖書館。           | 二十四卷，四帙二十四冊。內容為記載道光、咸豐、同治三朝秋審（包括朝審）之各類成案。 |
| 17   | 《各省秋審緩決情實》             | 佚名                                      | 光緒年間(1875-1908)刊本，典藏於京都大學人文科學研究所。                                                                    | 不分卷，光緒末年招冊。 |
| 18   | 《秋審實緩比較條款》             | 佚名                                      | 光緒年間(1875-1908)刊本，收於《歷代珍稀司法文獻》第九冊，社會科學文獻出版社。                                              | 不詳。 |
| 19   | 《秋審實緩比較彙案》             | 桑春榮                                    | 光緖三年(1877)夏月京都部內官板，典藏於近史所圖書館善本室。                                                                 | 十八冊十七卷，附條款一卷，書內另題作《秋審實緩比較匯案》。據光緒六年(1880)刊本記載，本書分類彙輯咸豐年間至光緒五年各省秋審判定實緩之死罪案件，未依律目分類，內有誘拐、竊盜、殺害等案件，別附條款不為有關職官服圖、人命、姦盜搶奪、雜項等條目。另外，孫家紅指出記載咸豐元年至光緒二年(1851-1876)各類秋審（包括朝審）成案共1,785起，鈐蓋刑部專有的「照實」、「照緩」、「改實」、「改緩」等印章，基本可以斷定此二冊應為當時刑部司員所作。 |
| 20   | 《秋審實緩比較條款》             | 謝誠鈞（信齋）                            | 光緒四年(1878)江蘇書局刻本，典藏於臺大圖書館、國立中央圖書館臺灣分館。                                                     | 二冊不分卷。作者曾在道光初年擱任直隸按察使戴蘭江之幕友，並在直隸等地從事幕友數十年。本書據《秋錄比案》及《秋讞條款》二書(為道光初年謝誠鈞為戴蘭江手錄)，將秋審條款一訂正增刪，加以論註，再附以成案，全書分為職官服圖、人命、姦搶竊、雜項及秋審矜緩比較條款等五門。 |
| 21   | 《秋審比較條款》                 | 潘氏                                      | 光緒五年(1879)潘氏刊本 ，典藏於北京大學圖書館。                                                                            | 五卷，內容分為職官1條，服制22條，人命66條，奸盜搶竊68條，雜項33條，矜緩比較16條，共計206條。 |
| 22   | 《秋讞志》                       | 許申望                                    | 光緒六年(1880)悔不讀齋刻本，典藏於東京大學東洋文化研究所大木文庫。                                                         | 四卷，首一卷。 |
| 23   | 《續增秋審實緩比較成案》         | 崇綱續增                                  | 光緒七年(1881)刊本，四川臬署藏板，典藏於東洋文庫。                                                                         | 4册。 |
| 24   | 《續增秋審條款》                 | 林恩綬                                    | 光緒七年(1881)刊本 ，收於《歷代珍稀司法文獻》第十冊，社會科學文獻出版社。                                                  | 不詳。 |
| 25   | 《秋審成案》                     | 佚名                                      | 光緒十年(1884)刊本，典藏於東京大學東洋文化研究所大木文庫。                                                                 | 不分卷。案件時間範圍為嘉慶十九年、二十一年至二十三年；道光八年、九年。 |
| 26   | 《秋審比較彙案續編》             | 佚名                                      | 光緒十年(1884)欽文書局刊本，典藏於東京大學東洋文化研究所大木文庫。                                                         | 八卷。書前註有：「琉璃廠東門大神廟後院，欽文書局寄售」。 |
| 27   | 《秋讞輯要》                     | 剛毅（1834-1910）輯，諸可寶參校           | 光緒十年(1884)刑部刊印本。光緒十年（1884）刊本典藏於東京大學大木文庫，書前註明為子良氏輯。                                 | 八冊，六卷，卷首一卷。據光緒十五年（1889）刊本記載，本書輯錄乾隆七年至嘉慶十二年間（1742-1793）歷年有關秋審之條款及成案共六十七道，悉遵刑部原本摹刊；但據其所收成案而言，以同治、光緒年間成案為多。 |
| 28   | 《秋曹稿式》                     | 熙維周                                    | 光緒十二年(1886)稿本，中國社科院法學所圖書館藏。                                                                           | 四卷，四冊（分為元、亨、利、貞，一函）。孫家紅推斷此書應為薛允升《秋審略例》的完整版本。 |
| 29   | 《秋審類輯》                     | 英瑞                                      | 光緒二十七年(1901)鈔本，中國國家圖書館、中國社科院法學所圖書館藏。                                                         | 共十二卷，其中第十二卷為《冊式瑣記》。卷首有英瑞自序「辛丑之秋，共得十一卷，並瑣記為十二卷」。 |
| 30   | 《秋審略例》                     | 薛允升                                    | 光緒二十七年(1901)蘭州官書局鉛印本，北京大學圖書館藏。                                                                     | 四卷（存二卷），二冊（一函），書前有光緒二十七年(1901)江聯葑作序。 |
| 31   | 《秋審比校條款附案》             | 沈家本（1840-1913）著；韓延龍，尤韶華整理 | 光緒二十九年（1903）稿本，參見《沈家本全集》第一卷，頁363-508。                                                            | 五卷，中國社會科學院法學硏究所圖書館藏。本書又名《秋審比較條款》、《秋審條款附案》或《秋審條款》，為光緒二十九年（1903）十二月，沈家本作序。據其云《秋審比校條款》初定於乾隆三十二年，酌定《比對條款》四十則，刊刻分交各司，頒發各省。 |
| 32   | 《秋審比較匯案(附續編)》         | 佚名                                      | 光緒三十三年(1907)鉛印本。                                                                                                 | 十六卷，續編八卷。 |
| 33   | 《秋審比照匯案》                 | 梅園                                      | 光緒三十四年(1908)鉛印本。                                                                                                 | 二卷。 |
| 34   | 《新訂秋審條款講義》             | 吉同鈞                                    | 宣統三年(1911)刊本，收於《歷代珍稀司法文獻》第十冊，社會科學文獻出版社，原本典藏於中國國家圖書館。                         | 不詳。 |
| 35   | 《秋審匯奏(附存稿)》             | 佚名                                      | 清鈔本。 | 二卷，一函二冊。上冊、下冊主要記載咸豐二年至光緒十九年間歷年有關秋審題本及朱批。 |
| 36   | 《西曹秋審匯案》                 | 佚名                                      | 清鈔本。 | 八卷。 |
| 37   | 《秋讞比》                       | 佚名                                      | 清鈔本。 | 八卷八冊一函，記載嘉慶十年至道光十七年間秋讞成案。孫家紅研究指出《秋讞比》所記成案形式與《律例稿本》及《秋審成案》略有不同。如該書卷四「兵丁殺人」類中嘉慶十四年廣東楊得勝一案：「嘉慶十四年廣東 照緩 楊得勝 革兵因人賣給食鹽秤短，該犯屢投圩長理論，中途，中痰病故，屍族以釁起死者，欲向求助爭鬧，該犯解勸被擲斧背回毆一傷」，不標所在秋審冊本序數，並將處理結果在案犯姓名和案件略節前標出。                                          |
| 38   | 《舊抄內定律例稿本》             | 沈家本（1840-1913）                       | 清鈔本，典藏於東京大學東洋文化研究所大木文庫。                                                                             | 六卷。又名《內定律例稿本》，嘉慶九年至咸豐二年，一帙六冊。孫家紅研究說明本書一方面是秋審實踐的結晶，另一方面又是秋審中具有「准律例」效用之法律文件。 |
| 39   | 《敘雪堂故事》                   | 沈家本（1840-1913）                       | 稿本，收於「沈家本未刊稿七種」，收入《中國珍稀法律典籍集成》，丙編，第三冊，頁149-219。                                    | 本書僅有手稿本存世，為沈家本手輯有關秋審制度的史料彙編，編入《秋審事宜》、《秋朝審覆奉本》、《趕入本年情實》、《萬壽節勾到》、《新疆等處秋審》、《朝審歸秋審處辦》等五十餘種史料，從中可以看到清代秋審制度變遷情況的重要記載。 |
| 40   | 《敘雪堂故事刪賸》               | 沈家本（1840-1913）                       | 稿本，收於「沈家本未刊稿七種」，收入《中國珍稀法律典籍集成》，丙編，第三冊，頁221-242。                                    | 本書僅有手稿本存世，為沈家本手輯有關秋審制度的史料彙編，內容為《敘雪堂故事》未輯入之文獻，可相互補充，本書共輯錄《秋審人數》、《恩赦》、《狂殺人依瘋病殺人定擬》等八種文獻。 |
| 41   | 《秋讞須知》                     | 沈家本（1840-1913）                       | 工楷鈔本，中國社科院法學所圖書館藏；另收於「沈家本未刊稿七種」，收入《中國珍稀法律典籍集成》，丙編，第三冊，頁1-146。      | 十卷。全書內容包括標首、前除筆，犯名、犯年、督撫銜名、罪名、案首、案身、案尾、駁審式、遵駁更正、隨案更正、一案二犯一准一駁式、法司具題後特旨交臣核議、犯病展限共計十六方面，其中部分內容取材沈丙瑩抄本《秋審舊式》。 |
| 42   | 《秋審款式》                     | 佚名                                      | 鈔本，北京大學圖書館藏。                                                                                                   | 不分卷，清鈔本，一冊（一函）。 |
| 43   | 《秋審舊式》                     | 沈丙瑩（沈家本生父）                      | 鈔本，中國科學院圖書館藏。                                                                                                 | 不分卷，一冊（一函）。本書為沈家本之父沈丙瑩所抄，封面有沈家本自題「觀詧公手抄之本，子孫當珍藏之。家本記。」，另在「部尾擬緩出語」中，沈家本以紅筆批註、修改、補充甚多，與《秋讞須知》極為相似，可見二書之淵源。 |
| 44   | 《秋審彙案》                     | 佚名                                      | 鈔本，典藏於東京大學東洋文化研究所大木文庫。                                                                               | 不分卷，一帙八冊。 |
| 45   | 《秋審所見集》                   | 馮宗岱                                    | 鈔本。 | 五冊。 |
| 46   | 《秋審出語》                     | 佚名                                      | 刊本。 | 一卷，共計四十八頁，典藏於東京大學東洋文化研究所大木文庫。收有雲南司、廣東司、貴州司、四川司、奉天司、陝西司、湖廣司、浙江司、江西司、江蘇司、河南司、山西司及直隸司等秋審案件。 |
| 47   | 《秋審枕秘》                     | 佚名                                      | 鈔本，典藏於東京大學東洋文化研究所大木文庫。                                                                               | 五卷。 |
| 48   | 《部擬秋審實緩》                 | 佚名                                      | 鈔本。 | 十六冊二函十六卷。卷一至卷四為鬥殺一、二、三、四。卷五為謀故、共毆上。卷六為共毆下。卷七為夫妻，附雜案。卷八卷九為服制上下。卷十為救護報仇、雜犯、減釋複犯。卷十一為姦情、拐搶。卷十二為強搶、竊盜上，附拒捕。卷十三為竊盜下，附拒捕。卷十四為拒捕、誣告、訛詐。卷十五卷十六為衿緩比較上下。其體例為案犯名，刑名，實緩緣由，刑部司名，年份。有些案件注有道光、嘉慶，有些案件未注，只標年份。                                           |
| 49   | 《謹擬秋審比較實緩條款》         | 陳山撰                                    | 鈔本。 | 不詳。 |
| 50   | 《秋審條款檔案》                 | 刑部秋審處輯                              | 鈔本。 | 不詳。 |